# 君傲灣

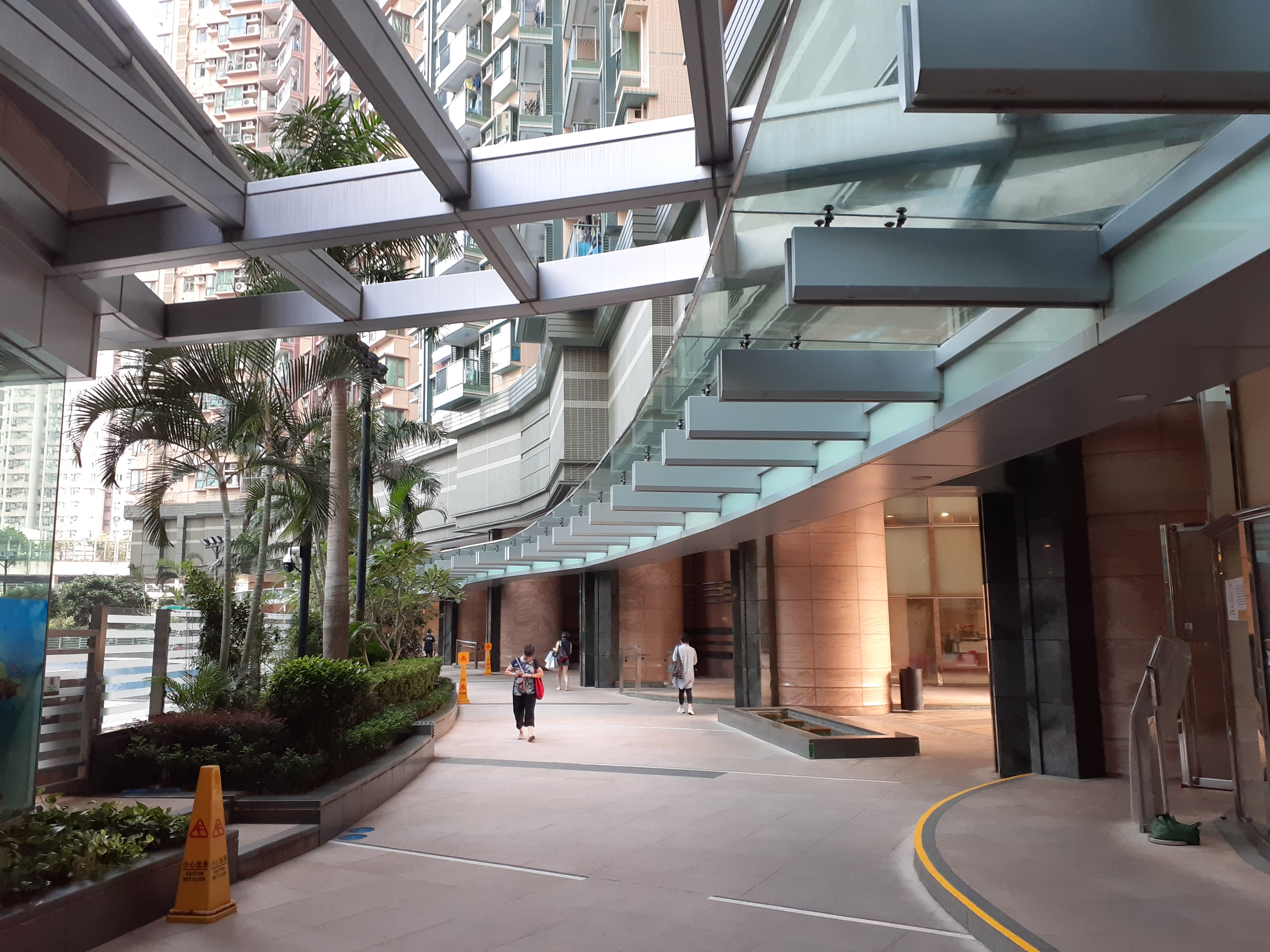
平台花園

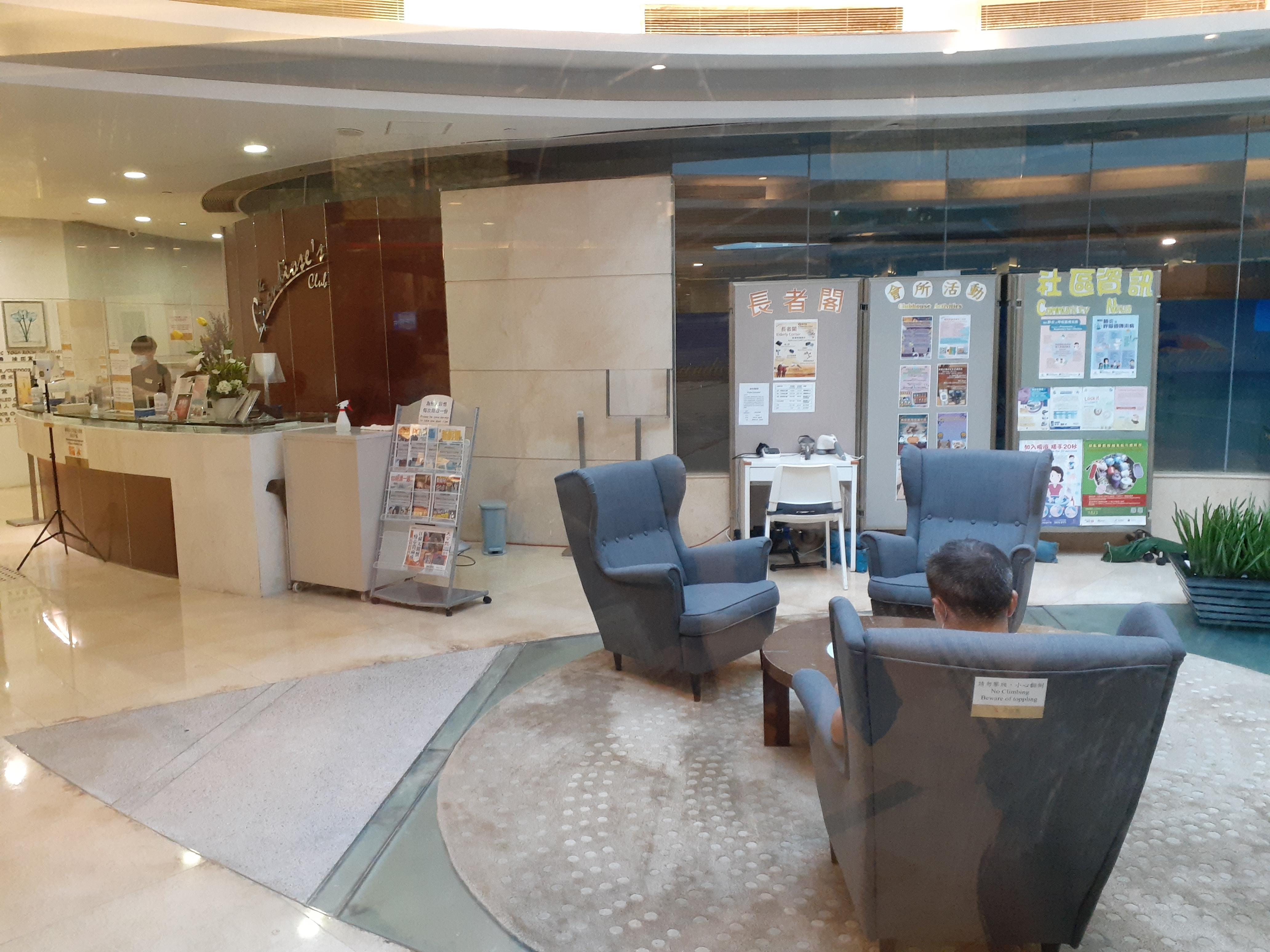
會所大堂

君傲灣（英語：The Grandiose）位於香港新界西貢區將軍澳唐俊街9號，為港鐵將軍澳站上蓋商場及住宅項目之一，於2006年中入伙。由前地鐵公司（今港鐵公司）以及翠盈企業（由新世界發展、周大福集團，以及新加坡慶隆（Kheng Leong Co.(Pte.)Ltd.合資之公司）發展；由劉榮廣伍振民建築師事務所設計，協興建築承建，由港鐵公司管理。

## 物業特色
君傲灣提供1,472伙住宅單位，建築面積由576平方呎至1,055平方呎。物業間隔有2房2廳、3房1廁、3房套房、3房套房加1個工人房，每戶均設有露台。28分鐘即可到達中環、上環商業區。

## 會所
室內外會所面積連平台花園共120,000平方呎。設施包括室內游泳池、健身室、舞蹈室、兒童遊樂場、電視遊戲室、閱讀室、保齡球場、桌球室、卡拉OK室、美容中心、迷你電影院、室內運動場、多用途室、網球場及搖控賽車場。

## 未来发展
政府計劃把將軍澳區內9幅「綠化地帶」或「政府、機構或社區」用地改劃為二萬多伙公營房屋以平衡區內公私營房屋比例。有將軍澳居民指出，現時區內人口已超過38萬，而隨著該等公營房屋落成，加上將軍澳市中心及港鐵將軍澳線康城站附近大量私人樓宇在未來數年陸續落成，將使將軍澳現有基礎設施不勝負荷，繁忙時間排隊乘搭港鐵上班。

## 商場

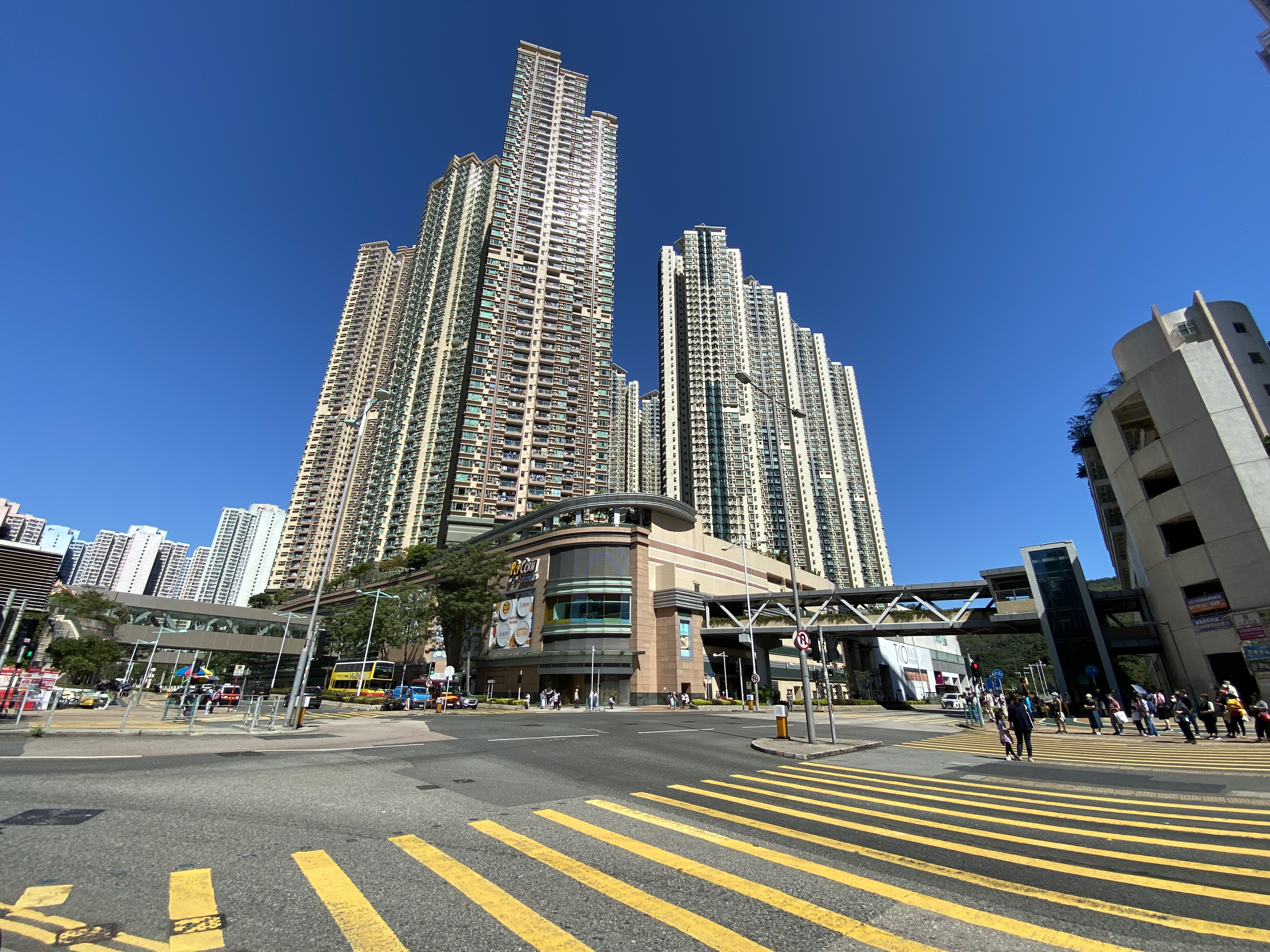
PopCorn二期商場（前稱君薈坊）外觀，上蓋物業為君傲灣

物業基座前稱為君薈坊商場（The Edge），於2013年6月22日起正式更名為PopCorn 2，佔地18萬呎，提供60多間商舖，於2006年10月開業，由港鐵公司管理。由2012年開始，將君薈坊和天晉基座商場PopCorn合併營運，並進行大型翻新及改建，及重組商戶組合。

## 外部連結
註腳
1. ↑  . Hip Hing Construction Co.Ltd.   [2019-05-17]. （原始内容存档于2020-09-25）.

外部連結
- 君傲灣住戶討論區（页面存档备份，存于）
- 君薈坊

22°18′31″N 114°15′41″E / 22.3087°N 114.2613°E